# Babicze (Ukraina)
Babicze (ukr. Бабичі, Babyczi) – wieś na Ukrainie, w obwodzie lwowskim, w rejonie szeptyckim.
Do 2020 w rejonie radziechowskim.